# Astragalus grey-wilsonianus
Astragalus grey-wilsonianus là một loài thực vật có hoa trong họ Đậu. Loài này được Podlech miêu tả khoa học đầu tiên.